# Vollenhovia prisca
Vollenhovia prisca é uma espécie de formiga do gênero Vollenhovia, pertencente à subfamília Myrmicinae.